# Мітраїзм
Мітраїзм — релігія, пов'язана з поклонінням богу Мітрі. Виник в останні століття до н. е. На межі I століття до н. е. в давньоіранській релігії зороастризм поступово на перший план виходить культ бога Мітри. Він вважався одним з найближчих помічників Ахура Мазди — божества добра.
Саме у формі мітраїзму зороастризм був поширений від Середньої Азії та Північної Індії до Атлантичного океану. Особливо популярною ця релігія була в прикордонних районах Римської імперії, де стояли римські легіони, солдати яких були прихильниками культу Мітри; вважалося, що він приносить їм перемогу.
Збереглися залишки численних святилищ (мітреум) поблизу римських табірних стоянок, на яких можна зустріти напис — «Непереможному богу Сонця Мітрі». На малюнках в храмах Мітри серед іншого є й зображення Сонячної корони.
Згодом мітраїзм став основним суперником християнства на теренах Римської імперії.

## Назва
Термін "Мітраїзм" є сучасним формулюванням. Джерела часів римської імперії називали це "Мітраїстськими містеріями", "містеріями Мітри" чи "перськими містеріями". Сучасні джерела інколи посилаються на греко-римську релігію, як на римський Мітраїзм чи Західний Мітраїзм щоби відокремити це від перського культу Мітри.

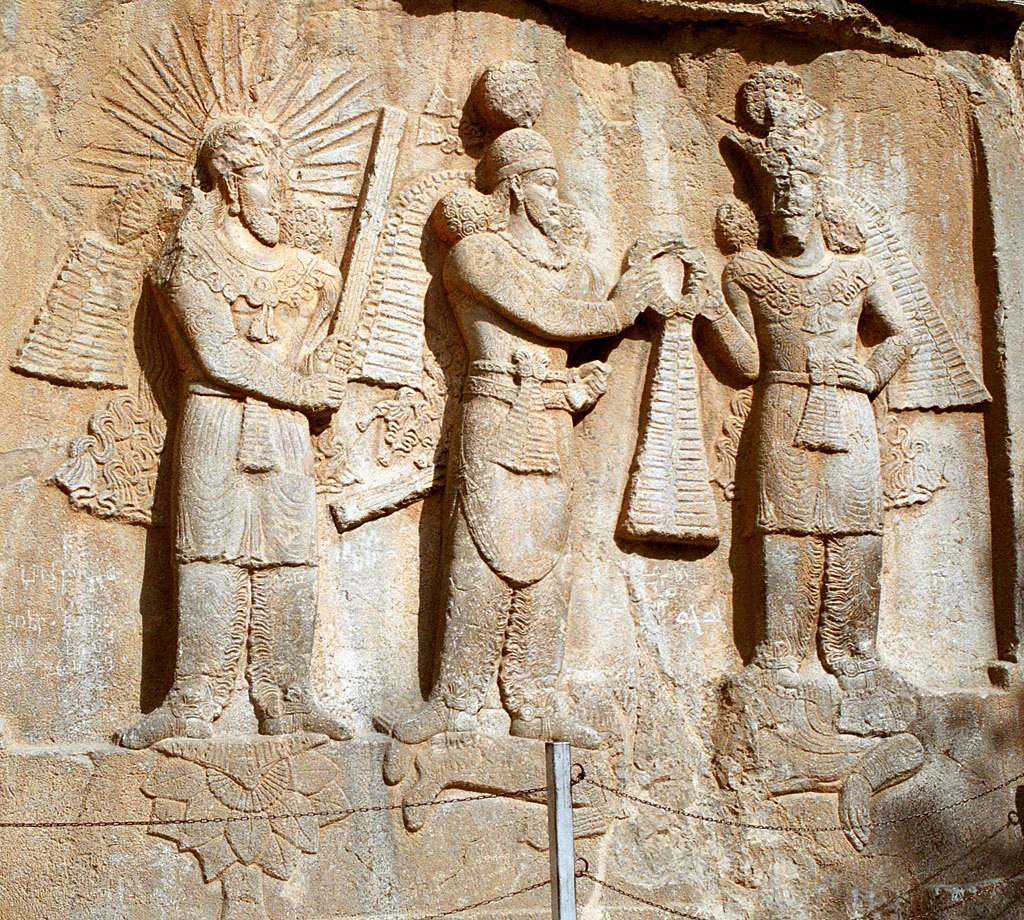
Рельєф із зображенням Мітри, сасанідського царя Шапура II і Ахура-Мазди
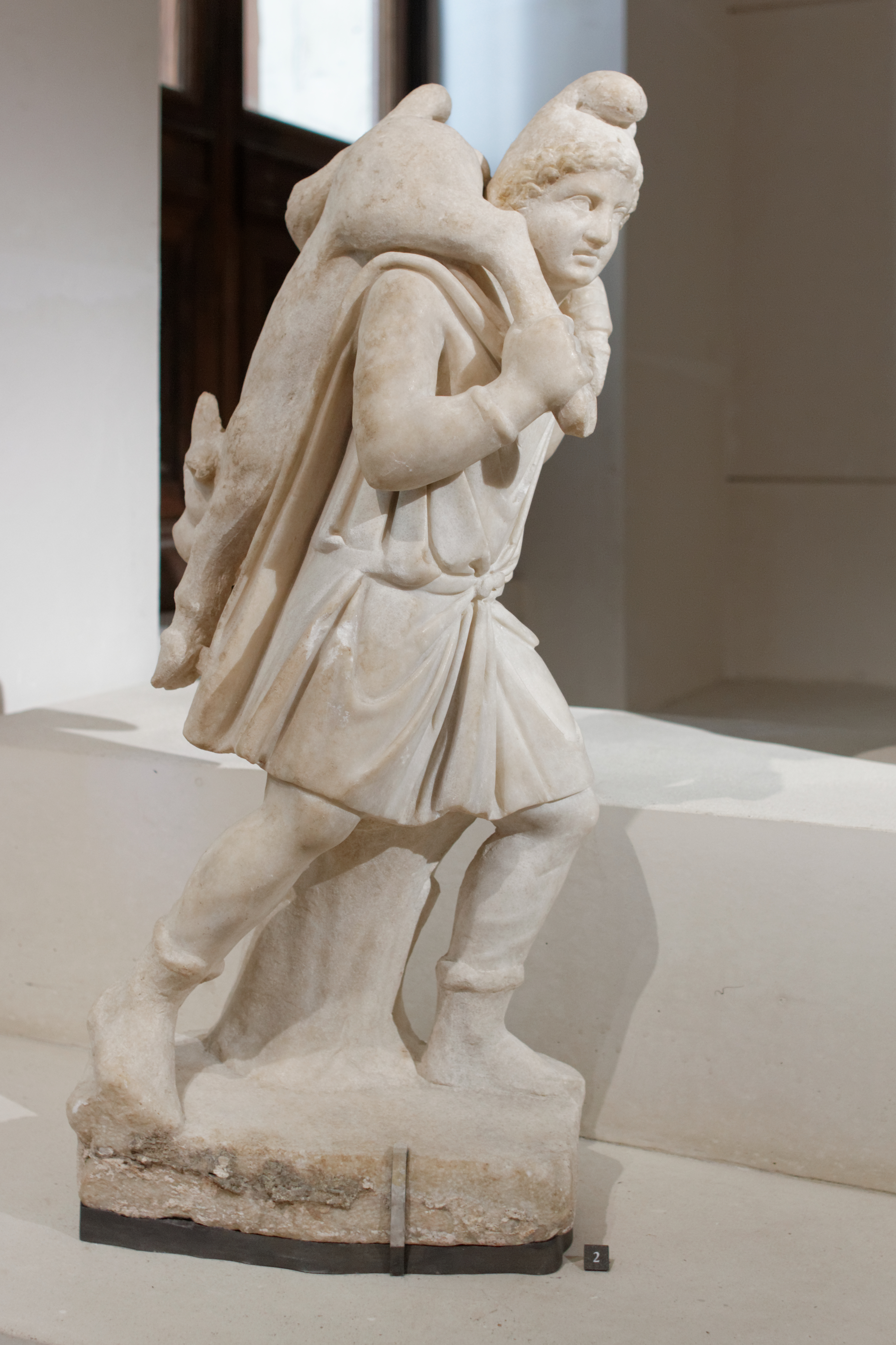
Мітра несе бика, Лувр, Париж
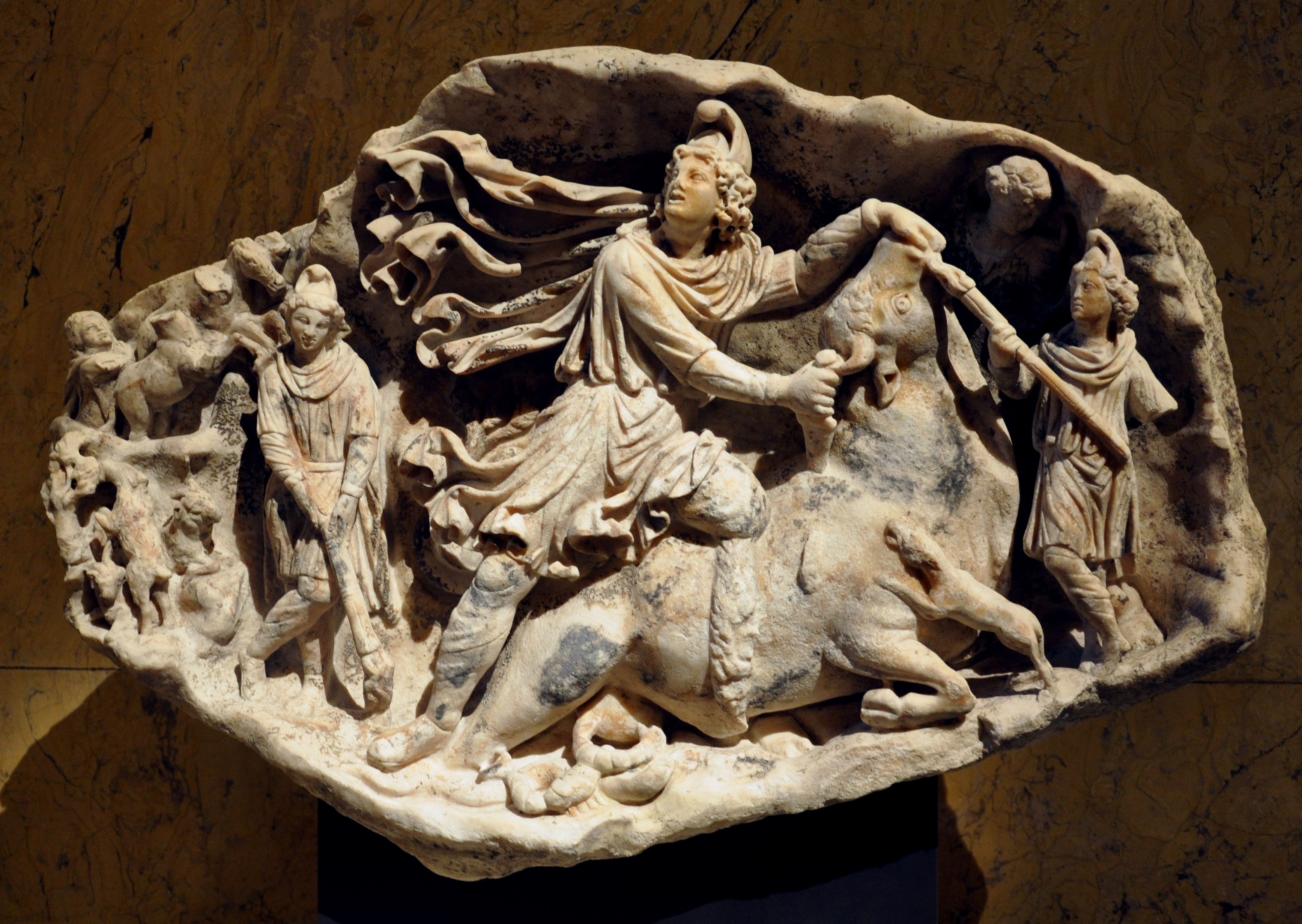
Рельєф Мітри зі сценою тауроктонії (Мітра вбиває бика). II ст., мармур. Музей історії мистецтв, Відень
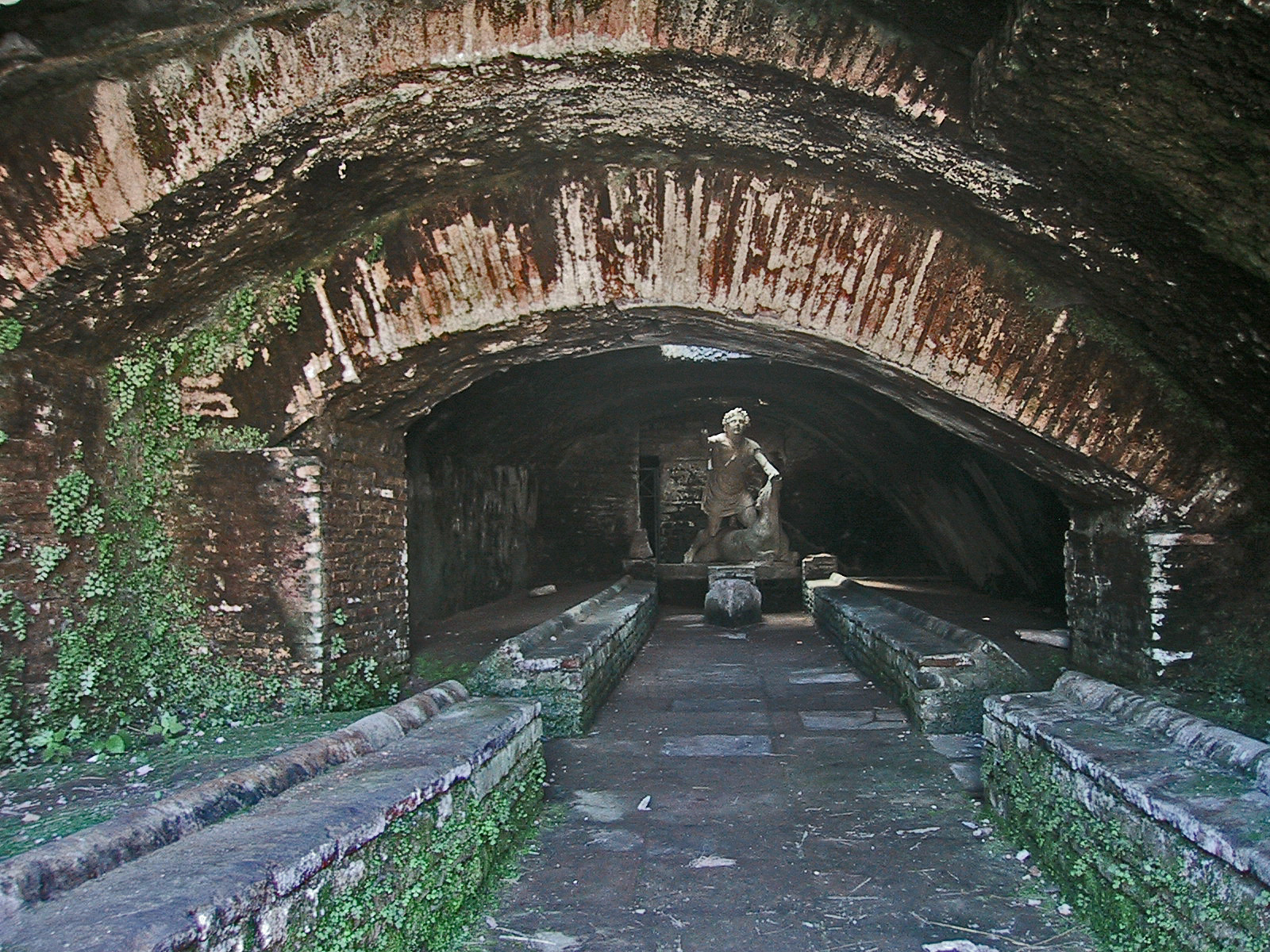
Мітреум в Остії
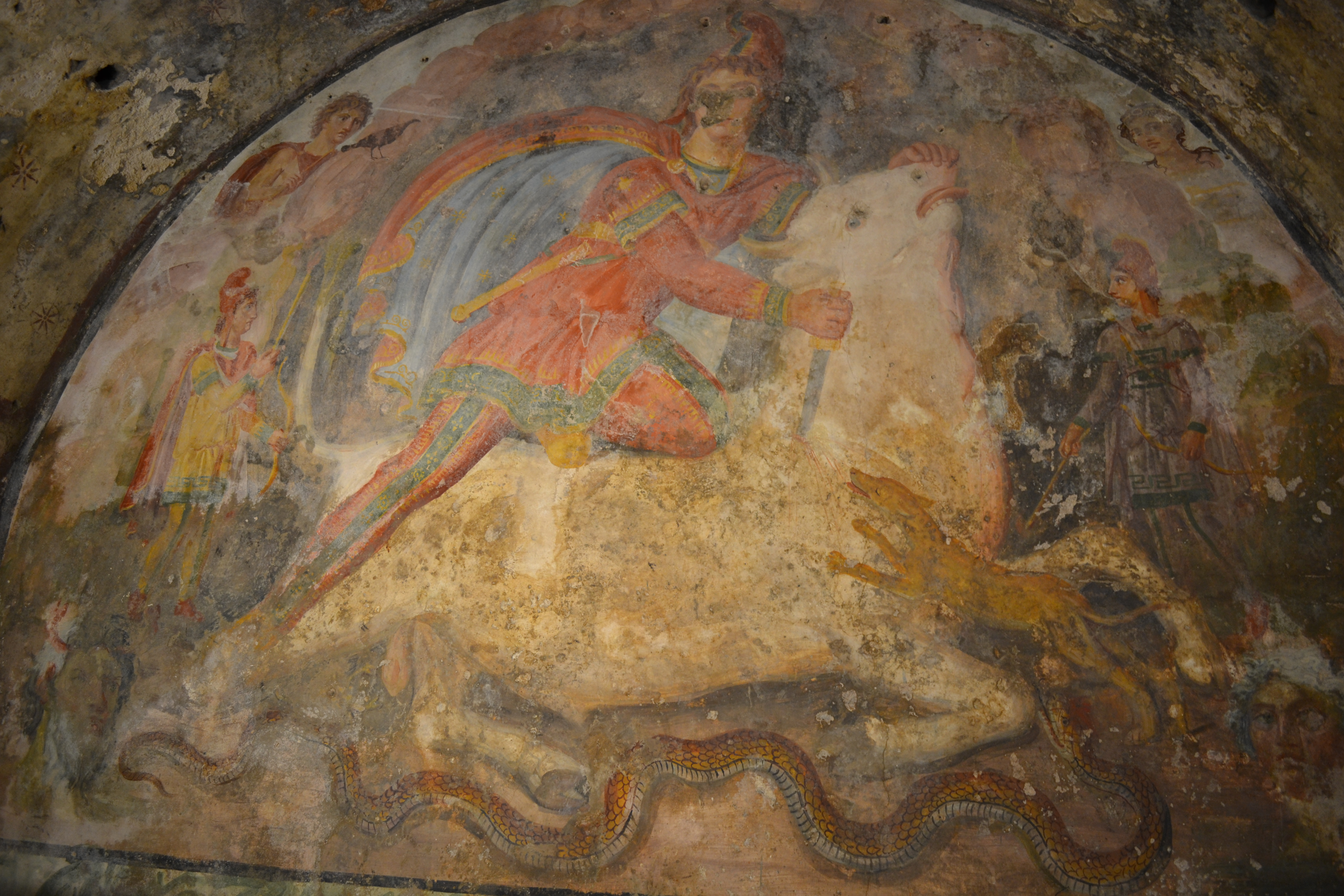
Фреска, що зображає бій Мітри з биком (Тавроктонія), Санта-Марія-Капуа-Ветере, II століття
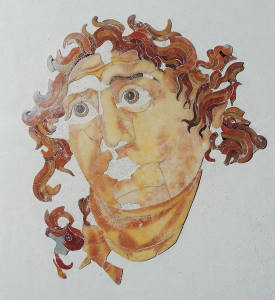
Голова Геліоса з мітреума під Санта Пріска, Національний музей

## Див. дотичне
- Християнство